# Fontána na Rynku v Krapkowicích
Fontána na Rynku v Krapkowicích, polsky Fontanna na Rynku w Krapkowicach nebo Fontanna z Meluzyną, je fontána s plastikou na náměstí Rynek ve městě Krapkowice (okres Krapkowice, Opolské vojvodství) v Polsku. Nachází se také v mezoregionu Ratibořská kotlina v historickém regionu Horní Slezsko.

## Historie a popis fontány
V centru náměstí se nachází fontána přibližně rovnoběžníkového půdorysu, která je ozdobena bronzovou plastikou Meluzíny hrající na flétnu. Kašna je vytvořena podle návrhu Ryszarda Kowala, který také jednu dobu žil v Krapkowicích.

### Legenda
Místní Meluzína je mytická bytost - napůl žena a napůl siréna či mořská panna, která dle legendy svým krásným hlasem lákala mladíky z Krapkowic, kteří pak oklamáni Meluziným hlasem odešli k řece Odra a utonuli. Meluzína byla nenasytná a došlo to tak daleko, že ve městě byl nedostatek mužů. Jednoho dne Meluzína zmizela a později byla na dně řeky nalezena její kamenná socha. Existuje také jiná verze legendy ve spojitosti se založením města Krapkowice a nešťastnou láskou naivního knížete a Meluzíny.

## Další informace
Fontána je celoročně volně přístupná a v noci bývá osvětlená.

## Galerie

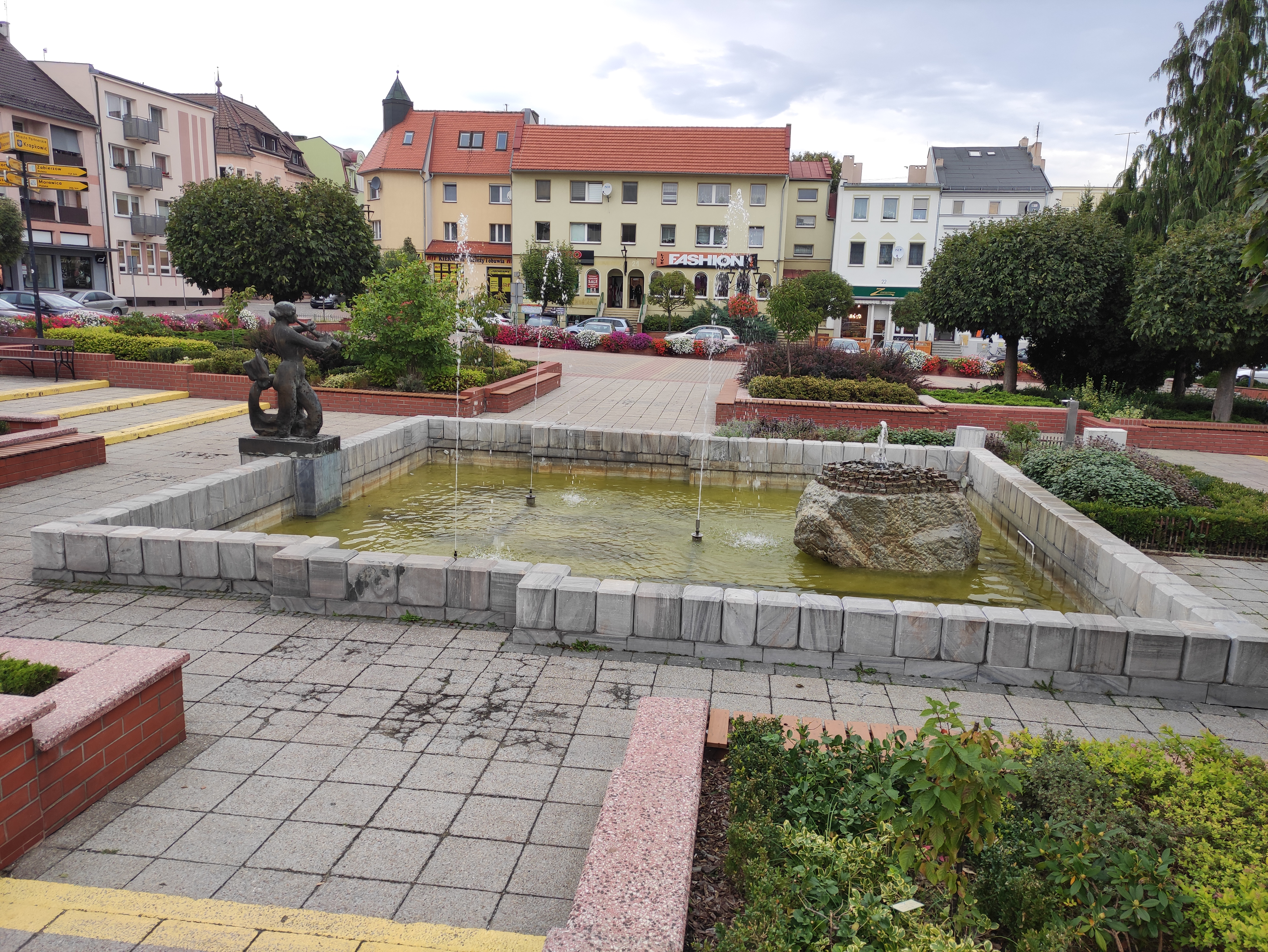
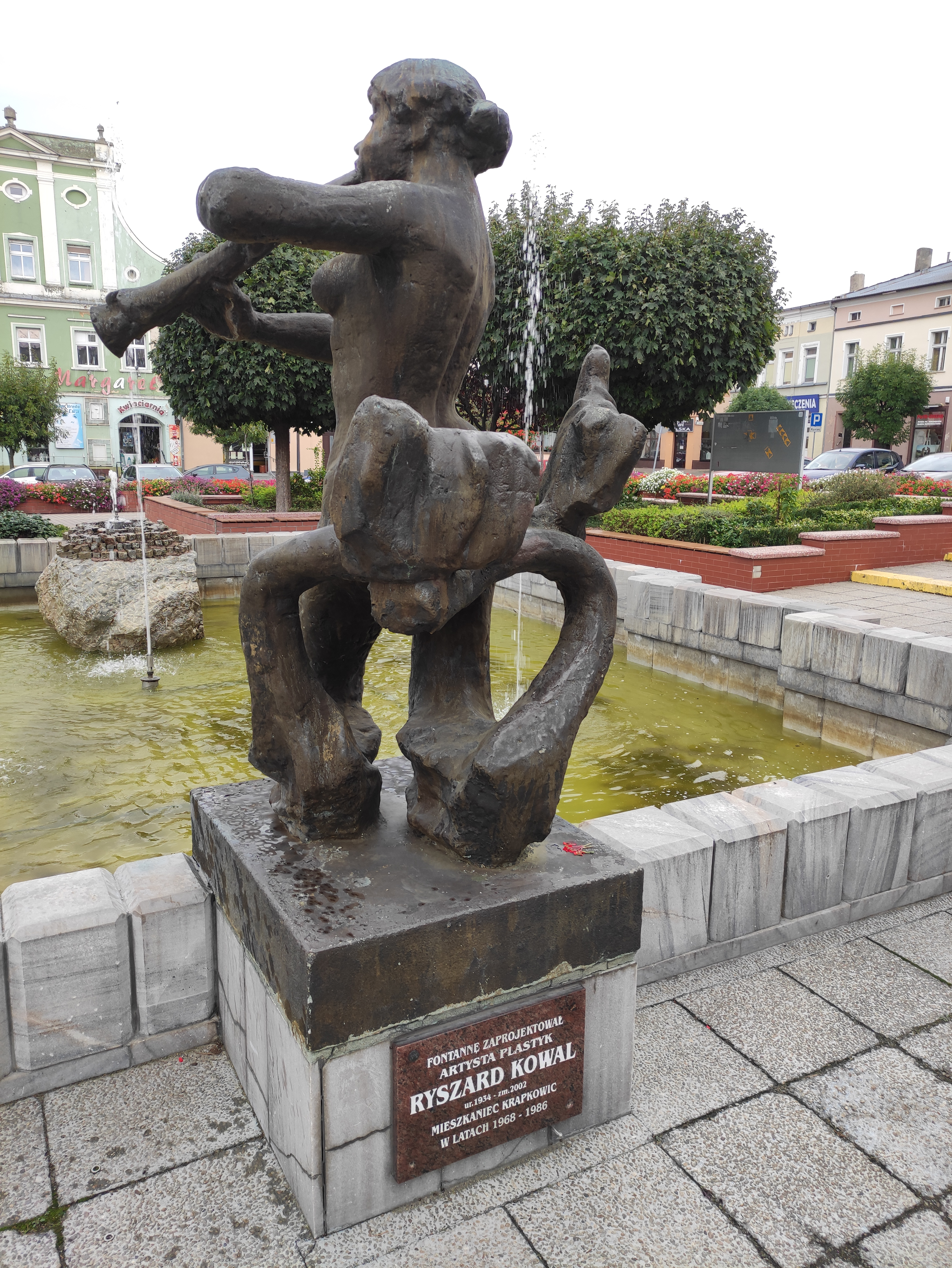